# 金菲士
琴費士（英語：Gin Fizz），是一種由琴酒和蘇打水以及檸檬汁混合而成的標準雞尾酒。它的名字源自於加入蘇打水時，氣泡排放的聲音所產生的「吱吱」聲音，又称杜松子汽酒。琴費士也可以加入雞蛋和糖漿來改善味道，這種加了蛋黃的費士稱為「金色費士」（Golden Fizz），而加了蛋白的費士則稱為「銀色費士」（Silver Fizz）。。
調製方法通常是將琴酒、檸檬汁、糖漿放入雞尾酒調製器中，加入冰塊，然後搖晃攪拌，直到飲料變得充滿氣泡和冰塊。最後將飲料過濾至一個高腳玻璃杯中，並加入蘇打水和檸檬片作裝飾即可。
值得一提的是，在調製琴費士時，使用的琴酒品質至關重要。高級的琴酒能夠為飲品帶來更加純淨的味道和豐富的香氣，因此建議選擇一些知名度較高的品牌。

## 拉莫斯琴費士
拉莫斯琴費士（英語：Ramos Gin Fizz）是一款琴費士的變體，材料除了琴費士原有的琴酒、蘇打水、檸檬汁外，還有加入萊姆汁，提供獨特香氣的橙花水和提供獨特口感及外觀的蛋白。這種變體由亨利·C·拉莫斯（Henry C. Ramos）於1888年發明，以其醇厚的口感和費工的製程聞名各地，相對於標準琴費士更難調製。

### 歷史
拉莫斯琴費士由亨利·C·拉莫斯（Henry C. Ramos）在1888年在路易斯安那紐奧良的酒吧 Imperial Cabinet Saloon 中研發，因此也稱作紐奧良琴費士。拉莫斯琴費士推出之後大獲好評，在禁酒令頒布之前，該酒吧曾招募20位調酒師專門負責搖盪這大受歡迎的調酒卻仍然供不應求。甚至在1915年的一場嘉年華會中，聘用高達32人負責搖製這款調酒。
位於紐奧良的羅斯福華爾道夫酒店讓這款調酒的人氣更上層樓。1935年7月，當時路易斯安那州長休伊·皮爾斯·朗聘任在羅斯福酒店工作的調酒師Sam Guraino至位於紐約市的紐約客酒店教導該飯店的調酒師製作這款調酒，直至今日，羅斯福酒店集團仍然握有這款調酒的商標，而美國的美國雞尾酒博物館記錄了這一切。

### 特色
橙花水和雞蛋白讓這款調酒擁有著名風味與口感，長達十二分鐘的搖蕩過程不僅為這杯調酒帶來與眾不同的酒體與外觀，更提供這款調酒「調酒師夢魘」的稱號。現代調製方法多以電動搖蕩機取代費時費力的手工搖蕩，讓這款調酒變得更加親民。

## 其他變體
另外還有一些類似的調酒，如使用龍舌蘭代替琴酒的「龍舌蘭費士」，以及使用白蘭地代替琴酒的「白蘭地費士」等等。

## 外部連結
- 干摇法制作鸡尾酒Ramos Gin Fizz （页面存档备份，存于）